# Argiolestes armeniacus
Argiolestes armeniacus är en trollsländeart som beskrevs av Maurits Anne Lieftinck 1956. Argiolestes armeniacus ingår i släktet Argiolestes och familjen Megapodagrionidae. Inga underarter finns listade i Catalogue of Life.